# なるようになるさ。
『なるようになるさ。』は、TBSテレビ系で放送された日本のテレビドラマ。主演は舘ひろし。
シーズン1は2013年7月12日から9月20日まで毎週金曜日22:00 - 22:54に「金曜ドラマ」枠で放送された。
シーズン2は2014年4月22日から6月24日まで毎週火曜日22:00 - 22:54に、新設された「火曜ドラマ」枠で放送された。
略称は『なるなる。』。

## キャスト

### 長島家
長島 大悟（ながしま だいご）
演 - 舘ひろし
綾の夫。商社の常務取締役。息子が無事に巣立った後は会社を早期退職し、妻と海外旅行に行く計画を立てていた。しかし、妻にレストラン経営の希望を切り出され、一時は反対するも、妻の希望をかなえる事に。多忙な仕事を理由に息子たちの世話を妻に押し付けていた責任からか、レストランの店員を子供のように世話をしている。妻が用事で不在の際には、代理でシェフを務めることも。
長島 綾（ながしま あや）
演 - 浅野温子
大悟の妻。カフェレストランあやオーナー兼シェフ。旧姓：西木。息子たちに手料理を振る舞うような簡単でも心が温まる料理を客に提供できる店をという、今まで準備してきた自分の夢を実現したいと夫に頼み込み、自宅を改装してレストラン経営を始める。

### カフェレストランあや
内田 陽子（うちだ ようこ）
演 - 志田未来
本名：沢木 みどり（さわき みどり）。店員（シーズン1） → 京都の大学生（シーズン2）。高校3年の時、いじめられていた子をかばったことで喧嘩となり、いじめグループに大怪我をさせてしまい、いじめグループだけでなく、いじめられていた子までがみどりからいじめを受けていたと証言し、家族も自分の弁明を信じてくれなかった。少年院に送致され、2か月前に保護観察処分となって自宅に帰るも、家での居場所を無くしたことから家出し、たちの悪い不良に絡まれているところを大悟に助けてもらう。
大竹 昇（おおたけ しょう）
演 - 安田章大（関ジャニ∞）
店員（シーズン1） → フリーイラストレーター（シーズン2）。大竹病院院長の息子。東京大学経済学部卒業後、大手銀行に就職するも業務内容や人間関係に馴染めず、入社して僅かな期間で退職する。会社を辞めてから自室に籠るようになり、引きこもり生活から脱却したいと決意を固め、父の知り合いである邦に救いを求める。イラストを描くのが得意。
千葉 恵理（ちば えり）
演 - 紺野まひる
夫のDVが原因で家族を捨て、福岡から上京してきた主婦。旧姓：中津。一縷の望みを掛けてカフェレストランあやの採用面接に臨む。
千葉 誠（ちば まこと）
演 - 大西利空
恵理の息子。小学1年生。家庭の事情から母と離れて、伯父の世話になっていたが伯父の妻や子供たちから疎外されて、辛い暮らしを強いられていた。
戸川 たつ（とがわ たつ）
演 - 渡辺美佐子（シーズン2）
本名：大塚 文子（おおつか ふみこ）。大塚インターナショナル経営者兼ファッションデザイナー → 10年前に病気を患い、会社を退任 → カフェレストランあや店員 → 介護&語らいハウス「憩いの家」オーナー。
「憩いの家」設立に関して長男と意見が対立したことから、リュック一つで家を飛び出した。持ち合わせていた所持金が底を突き、住む場所もなくその日の食べる分もなく困っていたときにレストランあやで無銭飲食してしまい、その縁で長島夫妻と親交を深めていく。
中野 香子（なかの きょうこ）
演 - 南沢奈央（シーズン2）
大学を卒業するも就職活動に失敗し、両親の知り合いである邦に紹介してもらいあやで働くことになる。
奥村 涼（おくむら りょう）
演 - 伊野尾慧（Hey! Say! JUMP）（シーズン2）
昇の後輩。あやで働き始めたころは好意を持っていた彼女に好きになってもらいたい思いで金髪に染めていたが、結局振られてしまう。香子に好意を持つようになり、彼女に認められる男になりたいと考え、途中で投げ出していた小説の執筆に取り組み完成させる。
山内 春菜（やまうち はるな）
演 - 宮﨑香蓮（シーズン2）
大学を卒業し就職するが失敗に終わる。両親の失踪や友達、仕事など全てを失った喪失感から生きる希望をなくし自殺を図るも死にきれなかった。急に語気を荒らげたり、情緒不安定な面がある。大悟に父子愛を感じる。

#### 息子家族
長島 悟（ながしま さとる）
演 - 池田努
長男。家族で大阪に暮らす。
長島 美智（ながしま みち）
演 - 太田在
悟の妻。旧姓：三浦。胆石で一時入院。
長島 空
演 - 庄司龍成
長島 幸
演 - 曽我夏美
上記2名は悟・美智の息子と娘。ゲームに夢中で挨拶もせず、両親や美智の母に甘やかされたせいか、我がままで身勝手。
長島 至（ながしま いたる）
演 - 水上剣星
次男。
長島 マリ（ながしま まり）
演 - 石原あつ美
至の妻。
長島 太郎（ながしま たろう）
演 - 遠藤颯
至・マリの息子。
長島 健（ながしま たける）
演 - 小澤亮太
三男。兄弟の中で1番立場が弱く、兄や妻に対してはっきりと自己主張ができず従っている。だが、兄たちが母の夢を反対するなか、一定の理解を示す。
長島 百合（ながしま ゆり）
演 - 早織
健の妻。旧姓：大月。夫を完全に服従させている。
大月 忠
演 - 芹沢名人
大月 久子
演 - 白石まるみ
上記2名は百合の両親。

### 料亭にしき
西木 邦（にしき くに）
演 - 泉ピン子
綾の姉。長島三兄弟の伯母。代々引き継がれてきた「料亭にしき」の暖簾を守っている。
夏子（なつこ）
演 - 飯沼千恵子
従業員。

### 大竹家
大竹 茂
演 - 金田明夫
昇の父親。大竹医院院長。父も自身の長男も医師を生業としており、代々受け継がれてきた医師家系の家柄。
大竹 元子
演 - あめくみちこ
昇の母親。

### 沢木家
沢木 耕造
演 - 野村宏伸
みどりの父親。
沢木 克子
演 - 有森也実
みどりの母親。
沢木 あかね
演 - 黒澤はるか
みどりの姉。大学生。
沢木 仁
演 - 川村悠椰
みどりの弟。

### 大木家
大木 律子（おおき りつこ）
演 - 雛形あきこ
福・夢の母親。夫の死後、姑と折り合いが悪く、夫の実家を出て子供たちを育てているシングルマザー。昼はパン屋、夜は小料理店で忙しく働いている環境の中で、夕食を用意する時間もないという理由から、子供たちに金を持たせてカフェレストランあやで食事を摂るよう言い含めていた。当初はただ無責任に福や夢を甘やかしてるだけと思い込んで、大悟たちを信用していなかったが、大悟の真摯な態度を見てからは考えを改める。
大木 福（おおき ふく）
演 - 坂口湧久
長男。小学3年生。
大木 夢（おおき ゆめ）
演 - 奥田いろは
長女。誠と同学年。

### その他（シーズン1）
小田 由美子
演 - 黒坂真美
恵理の小学校時代からの親友。彼女の知り合いの中で唯一、恵理の家庭の事情を知っていた。
村山（むらやま）
演 - 志賀廣太郎
陽子の担当保護司。
中山 彰典（なかやま あきのり）
演 - デビット伊東
広告代理店「友映堂クリエイティブセンター」部長。大悟の取引相手。カフェレストランあやの宣伝に使用されているキャラクターの絵を見て、昇に興味を示す。
清原 達成（きよはら）
演 - 山口翔悟
みどりの高校在学時の担任。
佐竹 伸人（さたけ のぶひと）
演 - 石井正則
有名塾の講師。家庭教師として、長島三兄弟を希望の大学に進学させた実績を持つ。今回、大悟の働きで高等学校卒業程度認定試験を受験することになった陽子を受け持つ。
森山 則子（もりやま のりこ）
演 - 松本じゅん
手芸講師。邦を通じて、週に一日、昼間に生徒たちを集めてカフェレストランあやで教室を開きたいと願い出る。
千葉 正夫（ちば まさお）
演 - 岡田義徳（シーズン2）
誠の父親。恵理の夫。

### その他（シーズン2）
大塚 久紀（おおつか ひさのり）
演 - 冨家規政
大塚家長男。大塚インターナショナル社長。
中野 隆
演 - 石丸謙二郎
香子の父親。
中野 初子
演 - 斉藤慶子
香子の母親。
川合 光則（かわい みつのり）
演 - 須永慶
剛の父親。不動産経営者。隆の大学時代の同期生。
川合 佐和（かわい さわ）
演 - 唐木ちえみ
剛の母親。
川合 剛（かわい つよし）
演 - 田中幸太朗
光則・佐和の息子。香子の見合い相手。
浦部（うらべ）
演 - 山崎樹範
福祉事務所ソーシャルワーカー。春菜の担当者。
中村 由子（なかむら よしこ）
演 - 志水季里子
吉岡 定子（よしおか さだこ）
演 - 松岡由美
上記2名は介護&語らいハウス「憩いの家」スタッフ。

## スタッフ
- 作 - 橋田壽賀子
- 演出 - 吉田秋生、酒井聖博、阿南昭宏、荒井光明
- 主題歌
  - シーズン1 - 指田郁也「バラッド」（ワーナーミュージック・ジャパン）
  - シーズン2 - 指田郁也「hello」（ワーナーミュージック・ジャパン）[8]
- 演出補 - 阿南昭宏、加藤尚樹、泉正英
- タイトル - 小河原義一
- タイトルCG - 田中浩征、梅澤智仁
- 音楽コーディネート - 溝口大悟
- ファイティングコーディネーター - 栗原直樹
- フードコーディネーター - 上樂由美子
- イラストレーター - 三原等
- 企画編成 - 十二竜也
- 編成 - 高山暢比古
- プロデューサー - 荒井光明
- アソシエイトプロデューサー - 杉浦美奈子
- プロデューサー補 - 上野かおる
- 制作協力 - ドリマックス
- 製作著作 - TBS

## 放送日程

### シーズン1（2013年）
| 各話                                                       | 放送日        | サブタイトル                         | 演出     | 視聴率 |
| ---------------------------------------------------------- | ------------- | ------------------------------------ | -------- | ------ |
| 第1話                                                      | 2013年7月12日 | ワケあり家族の愛と奇跡のホームドラマ | 吉田秋生 | 16.9%  |
| 第2話                                                      | 7月19日       | -                                    | 酒井聖博 | 13.9%  |
| 第3話                                                      | 7月26日       | -                                    | 酒井聖博 | 12.7%  |
| 第4話                                                      | 8月02日       | -                                    | 吉田秋生 | 11.8%  |
| 第5話                                                      | 8月09日       | -                                    | 吉田秋生 | 11.7%  |
| 第6話                                                      | 8月16日       | -                                    | 酒井聖博 | 12.1%  |
| 第7話                                                      | 8月23日       | -                                    | 酒井聖博 | 11.6%  |
| 第8話                                                      | 8月30日       | -                                    | 吉田秋生 | 13.1%  |
| 第9話                                                      | 9月06日       | -                                    | 阿南昭宏 | 11.0%  |
| 第10話                                                     | 9月13日       | -                                    | 酒井聖博 | 12.5%  |
| 最終話                                                     | 9月20日       | -                                    | 吉田秋生 | 11.8%  |
| 平均視聴率 12.9%（視聴率は関東地区・ビデオリサーチ社調べ） |               |                                      |          |        |

- 同枠では2008年10月期の『流星の絆』以来に全放送回で二桁完走となり、最高視聴率が15%を超えた。

### シーズン2（2014年）
| 各話                                                      | 放送日        | サブタイトル                                           | 演出     | 視聴率 |
| --------------------------------------------------------- | ------------- | ------------------------------------------------------ | -------- | ------ |
| 第1話                                                     | 2014年4月22日 | ワケあり家族の愛と奇跡のホームドラマが今夜再び始まる！ | 吉田秋生 | 9.4%   |
| 第2話                                                     | 4月29日       | -                                                      | 荒井光明 | 7.3%   |
| 第3話                                                     | 5月06日       | -                                                      | 荒井光明 | 7.0%   |
| 第4話                                                     | 5月13日       | -                                                      | 吉田秋生 | 7.4%   |
| 第5話                                                     | 5月20日       | -                                                      | 吉田秋生 | 5.6%   |
| 第6話                                                     | 5月27日       | -                                                      | 阿南昭宏 | 6.5%   |
| 第7話                                                     | 6月03日       | -                                                      | 荒井光明 | 7.2%   |
| 第8話                                                     | 6月10日       | -                                                      | 阿南昭宏 | 6.5%   |
| 第9話                                                     | 6月17日       | -                                                      | 吉田秋生 | 7.0%   |
| 最終話                                                    | 6月24日       | -                                                      | 吉田秋生 | 6.9%   |
| 平均視聴率 7.3%（視聴率は関東地区・ビデオリサーチ社調べ） |               |                                                        |          |        |